# Fred Merkel
Fred Merkel, (Stockton, okrug San Joaquin, Kalifornija, SAD, 28. rujna 1962.), bivši američki vozač motociklističkih utrka. 

## Uspjesi u prvenstvima
Svjetsko prvenstvo - Superbike
- prvak: 1988., 1989.

AMA – Superbike   
- prvak: 1984., 1985., 1986.
- trećeplasirani: 1983.

AMA – Supersport 750  
- drugoplasirani: 1995.

AMA – 250cc GP  
- drugoplasirani: 1982.

Talijansko prvenstvo – Superbike  
- prvak: 1991.

## Vanjske poveznice
- (engl.) worldsbk.com, Fred Merkel
- (engl.) motogp.com, Fred Merkel